# 谷山紀章のDEAD OR ALIVE
谷山紀章のDEAD OR ALIVE（たにやまきしょうの デッド オア アライブ）は、OVA『君が望む永遠 〜Next Season〜』に関連したインターネットラジオ。2008年6月24日に放送を終了した。関連番組として、『君のぞらじお 〜Next Season〜』、『君のぞらじお Still I love you…』、『マブラヴラジオ』、『ラジオあゆまゆ劇場』があった。

## 概要
前身はインターネットラジオ君のぞらじおのコーナー「谷山紀章の独り大喜利」で、君のぞらじおのリニューアルに伴い、同番組から独立した。
一応、OVA『君が望む永遠 〜Next Season〜』に関連したラジオ番組となっているが、内容は全く関係ない。GRANRODEOの活動などの話題や、君のぞとは関係ないアニメ、漫画等の話題も多い。
配信は隔週火曜日で、「ラジオあゆまゆ劇場」と交互に更新されていた。
パーソナリティーは谷山紀章（鳴海孝之役）、斉藤K（アージュ広報）の2人。

### 番組概要
- 放送期間：2008年1月22日～6月24日
- 配信サイト：君のぞらじおホームページ
- 配信方式：ストリーミング
- 配信日：隔週火曜日配信（配信期間は17日間）
- 放送時間：30分～40分
- ファイル種類：Windows Media Audio（asx）

## コーナー
谷山紀章のDEAD OR ALIVE
リスナーから募集したお題に対して、谷山紀章がボケる大喜利コーナー。
また、それとは逆に谷山が出したお題に対してリスナーがボケを投稿し、紹介する。
アージュからのお知らせ
アージュ広報兼番組ディレクターの斉藤Kとアージュ開発部の熊川貴族（ナルシー僕ゥ）がMCをつとめるアージュの告知コーナー。アージュスタッフがゲストとして出演することがある。
君らじ5番組で唯一の全番組共通コーナーであるが、本編とは全く関係ない。
なお、放送内容は同日更新の「マブラヴラジオ」と同じ。